# 冴島奈緒
冴島 奈緒（さえじま なお、1968年3月23日 - 2012年9月29日）は、日本のAV女優、歌手、女優、実業家。
東京都千代田区出身。

## 略歴
1985年、グラビアモデルとしてデビューした。深夜番組『11PM』（日本テレビ）の火曜日の名物企画「秘湯の旅」のレポーター（通称「うさぎちゃん」）の1人として、全裸に近い状態で数々の温泉を紹介した。華奢な体からは想像できない巨乳と、クールな雰囲気を漂わせる色白美人として、一挙に人気を得る。
1987年、『冴島奈緒／FカップNo.1 奈緒の目覚め』でAVデビューした。『11PM』に出演していたという話題と、スリムな体形に巨乳のアンバランスさでAVでも人気が爆発する。
斉藤唯、葉山みどりと共に、AVアイドルトリオ『RaCCo組』の初代メンバーとしても活動するが、病気を理由に脱退（彼女の代わりに星川ミグが加わった）した。
1991年、AVの仕事を休止して渡米した。ニューヨークを拠点にヌードモデル等の仕事を行いながら、日本とアメリカを行き来していたが、1996年にAVの仕事を再開した。
2002年、川奈まり子と共演した『女神再降臨』は大きな話題となった。その後AVの仕事を休止し、Vシネマ等に活動を移す一方、それと平行し、ロックバンド「ボンデージツインズ」のボーカル、執筆活動、ビューティカウンセラー等の活動を行いつつ、多彩で幅広い活動を行い様々な事業を起こす実業家でもあった。
仕事で性交渉をすることを快くは思っていなかったため、本番はやらず、全て擬似だったと本人が明かしている。
バンドSHR（Sexy, Hungry Rabbit）のボーカルをしていた。
2012年9月29日、5年ほど前から患っていたがんにより死去した。44歳没。

## 人物
- 趣味:音楽鑑賞[1]。
- ヨガのインストラクターとして活動した[9]。

## 作品

### アダルトビデオ（単体作品）
特に断りのないかぎり、すべてVHS規格。
1987年
- FカップNO.1 奈緒の目覚め（VIP） ※デビュー作
- 乳白色があふれて（5月7日、VIP）
- 豊潤（7月11日、VIP）
- ゆうわく（8月15日、大陸書房） ※イメージビデオ
- フラッシュバック 1（10月5日、アリス）
- フィジカル（10月29日、VIP）
- 真実・リアルラブ（12月11日、VIP）
- 異常性欲（ミスクリスチーヌ）
- 恋の異星人2（シャリオ）
- 乳房（オッパイ）（クキ）
- 固いの大好き!!（コロナ社）
- 悶絶Fカップ（VCA）

1988年
- 異常性欲（1月10日、ミスクリスチーヌ）
- パーフェクト（1月28日、VIP）
- プリーズ（3月25日、VIP）
- 新・ズームアップ（4月15日、アリス）
- 可憐な一撃（5月3日、宇宙企画）
- 急所攻撃（6月11日、ミスクリスチーヌ）
- 乳輪火山（7月6日、フェニックス）
- 恋にきづいて（7月15日、大陸書房）
- 恋するFカップ（7月20日、笠倉出版社） ※イメージビデオ
- 疼く精汗態（8月5日、VIP）
- 監禁（8月25日、アリス） ※映画「冴島奈緒・監禁」（1988年公開）のビデオ化作品。
- 異常体験（8月25日、にっかつ）
- 逆噴射ファミリー（10月15日、アリス）
- マイロストバージン ザ告白2（12月5日、フェニックス）
- B型姦炎（12月15日、アリス）
- Fカップアニマル 巨乳性動物（フェニックス）
- チャイナドール（VIP）
- 巨乳いんらん パート1（ファイブスター）
- 巨乳いんらん パート2（ファイブスター）
- ビデオ女優（ムッシュ企画）

1989年
- 冴島奈緒スペシャル（1月31日、パワースポーツ）
- 解体新書（2月25日、ミスクリスチーヌ）
- ビデオワールド3・奈緒の南島物語（クキ）
- あぶない放課後・女教師スペシャル（V&Rプランニング）
- ブルーフィルム（V&Rプランニング）
- 監禁レイプ24（コロナ社）
- 錯乱（キャンディー）
- 色情菩薩（EVE）
- エッチにもほどがある・またんご（パリス）

1990年
- 冴島奈緒（1月、笠倉出版社）
- 奈緒の溜息ムスコといっしょ!（3月20日、大陸書房）
- 女教師びんびん物語5（東京音光）
- いんらん巨乳獣2（VISUAL ONE）
- 寝てみたい女（ラヴリーキャッツ）
- 奈緒の乱れっぱなしの一日（アールエーシー）
- 赤裸のメロディー（イメージ・ボックス）

1991年
- 巨乳 異常昂奮（3月5日、大陸書房）
- ラブジュースに乾杯（オデッセウス出版）
- 妖しい性夢（アダムズ）
- 入れ狂い もう誰も愛さない（イメージ・ボックス）

1992年以降
- 媚肉三眛（1992年、アイダス）
- 女が熟れる瞬間 1（1993年、ガーリック）
- 卑猥なるオマージュ（1993年、モンロー）
- 巨乳看護婦「霊」（1999年10月15日、大蔵映画）※映画「色欲怪談 発情女ゆうれい」（1995年公開）のビデオ化作品。
- 秘蔵版・リメークロマンシリーズ 冴島奈緒コレクション（1999年12月31日、フェアエスト）
- 女帝・冴島奈緒/永久保存版（2001年1月5日、オー・ケイ出版社）
- 女医（2002年4月27日、V&Rプランニング、VO-221）
- 異常性愛 義母･咲子（2002年9月17日、グラフィティジャパン）

### アダルトビデオ（共演作品、編集もの、BESTもの）
特に断りのないかぎり、すべてVHS規格。
1987年
- セクシーメイツ Vol.1 OMATAカーニバル（11月25日、アテナ映像）※オムニバス作品
- アダルトビデオマガジン Juice 10（VIP）（斉藤唯・ほか）※オムニバス作品

1988年
- セクシーメイツ VOL.2 マングリSAMBA（1月25日、アテナ映像）※オムニバス作品
- セクシーメイツ VOL.3 ぱいチュウPARTY（2月25日、アテナ映像）※オムニバス作品
- セクシーメイツ Vol.4 KOMAN艶ジェル（4月25日、アテナ映像）※オムニバス作品
- ベスト・ヒット・フェニックス 2 雨野夕紀・白木麻弥・木築沙絵子・冴島奈緒 他 全7名（1988年9月5日、フェニックスビデオ）
- ZOOM UP オールスターズ（9月25日、アリス）※オムニバス作品
- セクシーメイツ いんらんパフォーマンス バージョン（10月15日、アテナ映像）※オムニバス作品
- 天下御免2（11月18日、VIP）（杉浦みなみ）
- Racco組（ラッコ）組 Tri Angel（11月25日、大陸書房）（葉山みどり・斉藤唯）
- DカップCOLLECTION 3 冴島奈緒・豊田香里奈・速水舞（12月24日、笠倉出版社）※オムニバス作品
- いまどきの天使たち第1部 アフタースクール（VIP）（星野あい・森村羽純）
- いまどきの天使たち第2部 ウィークエンド（VIP）（星野あい・森村羽純）
- 強姦見聞録 2 	冴島奈緒・栗原早紀・岡本沙弥・北条輝美・青木ゆかり（パピヨン）
- ビデオSEXY倶楽部 27（宇宙企画）※オムニバス作品
- セクシーアイドル 7（ファイブスター）※オムニバス作品
- 1000%エクスタシー Vol.1 中沢慶子、東桐子、井上あんり、冴島奈緒、沢木夕子（コロナ社）全5名

1989年
- ZURINETA（1月21日、新東宝）※オムニバス作品
- あぶない放課後 女教師スペシャル 美穂由紀・冴島奈緒・つかもと友希（5月15日、V&Rプランニング）
- ナース井手の情事主義（5月21日、新東宝）（東美由紀）※オムニバス作品
- 女教師の下着（5月25日、二見書房）（結城ゆかり、大槻ケンヂ）
- 美少女たちのあぶない瞬間 冴島奈緒・斉藤唯・美穂由紀ほか（5月、大陸書房）
- ド・玩具スペシャル 望月未来・鮎川真理・冴島奈緒 ほか 全7名（8月5日、フリービジョン）
- Fカップ 乳パイ占い（8月20日、笠倉出版社）（柏木よしみ・秋山まり子）
- 妹の秘密（10月、サクセス・ビデオ・コミュニティー）（美穂由紀）
- NEWセクシーメイツ 爆裂FUCK（11月21日、アテナ映像）※オムニバス作品
- 女教師びんびん物語・スペシャル2（東京音光）（田中露央沙・田中さとみ）
- サイパンストーリー 樹ますみ・冴島奈緒・東清美（ファイブスター）※オムニバス作品

1990年
- 12人の本番中毒 5（2月24日、クキ）全12名
- ランジェリー大会 濃縮20連発（3月12日、ファイブスター、FV-8792）全10名
- ランジェリー大会 濃縮10連発（5月5日、笠倉出版社）全5名
- 性豪巨乳大会 只今爆発中（5月12日、ファイブスター、FV-8804）全10名
- エッチな放課後 見逃してくれよォ!（5月20日、大陸書房）（小川つぐみ）
- フラッシュバック ウルトラミックスVol.1（7月20日、アリス）全13名
- あぶない瞬間 超乳がいっぱい 五島めぐ・舞坂ゆい・菊池エリ ほか（11月19日、大陸書房）全5名
- わたしの体験告白1（12月、大陸書房）※オムニバス作品

1991年
- ビデオ手記 私の体験告白 1 快感をむさぼる女たち 冴島奈緒 工藤ひとみ 青山ちはる ほか（1月19日、大陸書房）全6名
- スーパーランジェリー・ライブ 木田彩水・冴島奈緒 ほか（4月20日、英知出版）※イメージビデオ

1992年
- 乳房時代 25 藤本聖名子・葉山レイコ・河合美果 他 全25名（1月15日、笠倉出版社、CAV32-88）
- 100人のマドンナ 2（2月15日、笠倉出版社）全25名
- オナドルコレクトベスト20 2（12月10日、フェニックスビデオ）全20名

1993年
- AVギャル烈伝 1（4月1日、笠倉出版社）全25名
- AV巨乳10年史 1 卑弥呼・松坂季実子・小鳩美愛・冴島奈緒・河合美果・御藤静 他 全25名（8月16日、笠倉出版社）
- レンタルAV10年史 トップ10アイドルコレクション（9月25日、笠倉出版社）全10名
- あぶない放課後 憧れの女教師スペシャル 冴島奈緒・美穂由紀・ほか（12月10日、V&Rプランニング）
- お姉さんのいけないONANIE（12月26日、イメージボックス）他出演:冴島奈緒、小林ひとみ、松本まりな、 森川いずみ、ほか 全10名

1994年
- AV10年史 1 あなたが選んだベスト女優（1月17日、VIP）全13名
- AV巨乳年鑑 1 卑弥呼・中原絵美・岸ゆり・五十嵐こずえ・小鳩美愛・冴島奈緒・御藤静 他 全33名（11月4日、笠倉出版社）
- わたしたち悶絶ざかり 豊乳ゆさゆさ物語（12月、コスミック・インターナショナル）※オムニバス作品
- 女王蜂（クキ）※オムニバス作品

1996年以降
- AV10年史 1（1996年1月1日、TEN-VIDEO、DTV-202）全20名
- 伝説 裸天使アイドル15年史 プルルン編（1996年7月23日、芳友舎）全16名
- 北の国から 愛の旅路 第1巻・第2巻（1997年3月10日、日本映画新（あたらし））監督:村西とおる（ミステリアスK・原ひろみ ほか）
- 女神再光臨 冴島奈緒・川奈まり子（2002年3月1日、ムーディーズ）
- 熟女オールスターズ 2（2002年8月15日、V＆Rプランニング）全3名

発売日不明
- Forever フォーエバー 冴島奈緒（コレクターズ・システム販売、FOR-5）
- 爆乳生狩り（ジャパンニューメディア）
- M的願望症候群（ブレーントラストカンパニー）
- Gスポットトライアングル 冴島奈緒・葉山みどり（エィヴィセクシャル・メイツ）
- 新都心OL物語（ギャルリ・ノア）
- ボディコンギャル 美しき神話（ゴールデンクラッシュ）
- MASH ＆ NAO in NY 冴島奈緒・MASH（ザイクスプロモーション）
- DOCUMENT P・EE・P Vol．1 冴島奈緒・松本コンチータ（ザイクスプロモーション）
- コレクター北条満編集 1 騎乗位狂い淫乱30人（コレクターズ・システム販売、HJM-01） 全30名
- コレクター北条満編集 3 バック狂い・淫乱30人（コレクターズ・システム販売、HJM-03） 全30名
- コレクター北条満編集 44 完全絶頂コレクション痙攣60人D（コレクターズ・システム販売、HJM-44） 全60名
- エクスタシー 5 妖艶の館 鮎川真理・樹ますみ・冴島奈緒・葉山みどり ほか（新映和プロモーション） 全5名

- 他多数出演

### アダルトDVD
2000年
- アトラスMEGA-MIX 極上の女神たち（2000年9月26日、アトラス21、AVD-035）全18名
- リメイク・ロマン・リシーズ 3 村上麗奈・冴島奈緒（10月21日、フェアエスト）

2001年
- 巨乳美乳ベストコレクション 2（1月14日、ディジタルメディアネットワーク）全10名
- 淫女伝説 冴島奈緒＆早見瞳（2月23日、ロイヤルアート）
- BUSTY 五島めぐ・冴島奈緒・いとうしいな・樹まり子 他 全12名（3月23日、メディアバンク）
- 放課後エロス 淫らな制服（12月14日、メディアバンク）全9名
- お宝コレクション 冴島奈緒・五島めぐ（12月21日、デジタル・コミュニケーションズ）

2002年
- 女医奈緒美のゆううつ（4月21日、V&Rプランニング）共演:小林ひとみ・川奈まり子
- 女医奈緒美 衝撃の初体験（4月21日、V&Rプランニング）共演: 小林ひとみ・川奈まり子
- 女医奈緒美 禁断の愛そして旅立ち（4月21日、V&Rプランニング）共演: 小林ひとみ・川奈まり子
- V&R大全集 女教師20人 4時間（5月21日、V＆R PLANNING）全20名
- 異常性愛 義母･咲子（10月18日、グラフィティジャパン）※DVD版

2003年
- 冴島奈緒 大全集（1月18日、フェアエスト）
- プロジェクトXXX AV界を支えた女たち お姉さんセレクション（6月20日、日本メディアサプライ）全10名

2004年
- DECADE 冴島奈緒（6月25日、ピエロ）
- 爆乳巨乳美乳20年史 Deluxe 2 秋元ともみ 御藤静 庄司みゆき 冴島奈緒 ほか（2004年7月9日、メディアバンク、DAJ-040）全15名
- 湯女すぺしゃる Vol.5 冴島奈緒と4人の湯女たち（7月21日、コニービデオ）※イメージビデオ

2005年
- BEST4時間（12月28日、アトラス21）

2007年
- Legend VOL.17 冴島奈緒（4月27日、エー・エス・ジェイ）※「ゆうわく」「ラブジュースに乾杯」及び「寝てみたい女」の一部を収録

2008年
- The Best of No.1 冴島奈緒 Deluxe（1月18日、メディアバンク）
- Again 冴島奈緒（4月18日、グラフィティジャパン）※「Fカップアニマル 巨乳性動物」「乳輪火山」「マイロストバージン」を収録
- I LOVE 冴島奈緒（10月31日、ロイヤルアート）

2009年
- DECADE GALS SP02（5月29日、ピエロ、PAR-237）全12名
- 20世紀女優 AVアイドル秘宝館5時間（7月25日、群雄社）全10名
- DECADE EX7 冴島奈緒（9月25日、ピエロ）
- STAR FILE 冴島奈緒（10月30日、スターゲート）

2011年
- CORONAアーカイブSPECIAL 1 監禁レイプ24 冴島奈緒・前川えり（4月23日、コロナ社）
- DECADE EX42 葉山みどり・斉藤唯・冴島奈緒（10月28日、ピエロ）

2018年
- 女医 冴島奈緒（5月11日、V＆Rプランニング、VRTM-355）※VHS版（2002年発売）のDVD版。

## 出演

### テレビ番組
- 11PM （日本テレビ） - 「秘湯の旅」のレポーター
- 輝け!!人気スターチーム対抗大合戦!（日本テレビ） - ビキニモデル

### 映画
- アクメ記念日（1988年1月23日公開、にっかつ、監督：瀬川正仁）[10] - 主演・佐伯奈緒（カメラマン志望） 役
- 冴島奈緒・監禁（1988年5月公開、ミリオン、監督：浜野佐知）[11] - 主演・まり菜（ランジェリー・デザイナー） 役
- 冴島奈緒 異常昂奮（1989年10月13日公開、シネマアーク、監督：カサイ雅弘）[12] - 主演
- パンツの穴 キラキラ星みつけた!（1990年12月8日公開、バンダイ メディア事業部、監督：鎮西尚一）
- スキンレスナイト（1991年4月6日公開、イースタッフユニオン、監督：望月六郎）[13]
- 女課長の生下着 あなたを絞りたい（1994年10月28日公開、ルーズフィット、監督：鎮西尚一）[14] - 主演・京子（新任課長） 役
- 卑猥事件簿 舌ざわりの女（1995年2月18日公開、シネ・キャビン、監督：出馬康成）[15] - 主演
- 嵐の季節（1995年5月13日公開、インデックスガンオフィス、監督：高橋玄）[16]
- 色欲怪談 発情女ゆうれい（1995年8月25日公開、大蔵映画、監督：小林悟）[17] - 主演・真実 役
- パイズリ熟女・裏責め（1995年11月30日公開、大蔵映画、監督：小林悟）[18] - 主演
- Body Thrill ボディ スリル（1998年2月28日公開、シネロケット、監督：としおかたかお）[19][20] - ヨーコ 役
- 女弁護士 強制愛撫（1998年10月9日公開、ワイ・ワン企画、監督：関良平）[21] - 主演・弁護士 役
- 痴情報道 悦辱肉しびれ（1998年11月21日公開、大蔵映画、監督：池島ゆたか）[22] - 主演
- 突破者太陽傳（2000年5月27日公開、大映、監督：高橋玄）[23] - 汐見の妻 役
- 草叢 KUSAMURA（2005年、インターフィルム、監督：堀禎一）[24]
- 童貞放浪記（2009年8月8日公開、アルゴ・ピクチャーズ、監督：小沼雄一[25]
- アラフォー離婚妻 くわえて失神（2009年9月4日公開、大蔵映画、監督：吉行由実） - 主演・エステ経営 役

### Vシネマ・オリジナルビデオ
- 童貞物語5 Only You と呼ばれたい（1990年2月25日、バンダイビュジュアル、監督：小林俊夫）[26]
- 極妻のエロス 愛欲の生態（1996年8月22日、ブーム、監督：鴨田好史）[27]
- 快楽通信 人妻と担任教師（1996年、ピンクパイナップル、監督：加藤文彦）[28] - 主演・夏子 役
- 夢で逢いましょう（1996年、ピンクパイナップル、監督：佐藤寿保）
- 異常分泌 義母と息子（1997年2月7日、ピンクパイナップル、監督：加藤文彦）[29] - 主演・洋子（義母） 役
- エンジェル（1997年2月14日、大映、原作：遊人、監督：服部光則）
- エンジェル 正体不明のお女王様!?（1997年4月4日、大映、原作：遊人、監督：服部光則）
- 新・悲しきヒットマン2（1997年7月4日、徳間ジャパンコミュニケーションズ、監督：渡辺武）[30]
- ラブ・トラップ 人妻・覗かれた情欲（1998年1月21日、ミュージアム、監督：光石富士朗）[31]
- 魔弾! 檻の中の美術教師（1998年6月2日、ピンクパイナップル、監督：松岡邦彦）[32]
- 監禁遊戯 ダブルフェイク（1998年11月21日、松竹、監督：山本英之[33]
- 冴島奈緒・淫夢母（2002年8月25日、オールインエンタテインメント、監督：山口誠）[34] - 主演・夏子 役
- 異常性愛・義母・咲子（2002年10月18日、GRAPHITY JAPAN、監督：藤井智憲）[35] - 主演・咲子 役
- ザ・スワッピング 美人妻 官能体験告白（2004年、ムーンライト、監督：かわさきひろゆき） - 主演
- わ・れ・め（2006年、インターフィルム、監督：堀禎一）[36]

### テレビドラマ
- 世にも奇妙な物語「時間よ止まれ」（1991年、フジテレビ）
- 土曜ワイド劇場（テレビ朝日）
  - 混浴露天風呂連続殺人シリーズ第14作「ヌードギャルみちのく秘湯激安ツアー・ランプの宿」（1994年10月15日） - 温泉ギャルズ 役
  - 新・赤かぶ検事奮戦記(2)呪いの紙草履（1995年10月21日、朝日放送・テレビ朝日系列）
  - 銀河鉄道に乗る逃亡者 嫁姑が知ってるつもりの「宮沢賢治」の謎に挑戦!みちのく田沢湖に幻の魚を見た（1996年10月12日、テレビ朝日系列）
  - 桜吹雪美人スリ三姉妹がいく「ヌードギャルの入れ墨をスリとれ!みちのく温泉秘宝さがし旅 京都〜仙台〜秋保温泉〜鳴子〜吹上温泉 泥湯温泉〜小安峡〜湯沢」（1997年3月15日） - 朱実 役

### カセット
- マドンナメイトカセット 冴島奈緒 フィンガーラブ…寂しい夜に Hi-Fi CASSETTE（45分）（1988年2月25日、二見書房）2大付録：生写真（カラー3枚）/ 実物大ポスター（B3版）

### ゲーム
- 天城紫苑（1997年2月14日、クリップハウス、セガサターン）

## 書籍

### 写真集
- すなおに脱がせて（1987年8月12日、ピラミッド社、大陸書房）撮影：山木隆夫 ISBN 4803311498
- 夢のかけら ピラミッド写真文庫（1987年10月8日、ピラミッド社、大陸書房）撮影：山木隆夫 ISBN 4803312176
- 冴島奈緒 マドンナメイト写真集（1987年11月25日、二見書房） 撮影：立畑健吾 ISBN 4576871366
- 夢しぐれ（1988年4月14日、大陸書房 ）撮影：山木隆夫 ISBN 480331294X
- あなただけに…（1988年5月12日、ピラミッド社、大陸書房）撮影：山木隆夫 ISBN 480331473X
- 冴島奈緒・葉山みどり・斎藤唯ラッコ組写真集 ビデオクィーンアルバム ヒロインの肖像II（1988年11月1日、青人社）撮影：前場輝夫
- 愛奴写真館ジャジャ(3) 冴島奈緒写真集（1989年4月20日、大陸書房）撮影：大木真澄
- 愛人（1994年8月1日、テイ・アイ・エス）撮影：岡克己 ISBN 4886181066
- 冴島奈緒SM写真集 爛熟美学（2002年7月1日、大洋図書）撮影：日暮圭介 ISBN 4813006531
- TOKYO DOLL（2002年8月15日、星雲社）撮影：地引雄一 ISBN 4434005111
- 冴島奈緒 電子フォトブック Nao Saejima 2005-2010 Bliss（2010年12月5日、パブー）撮影：大鹿布美子
- 冴島奈緒緊縛写真集 恋虐譜（発売日不明、解放倉庫）撮影：大木真澄

## ディスコグラフィ

### アルバム
1. ホーム~The World is wanting her（1999年10月25日、MISS KAMIKAZE RECORDS、MSKZ-1999）
  1. The World Want Her
  2. Pain (Slow Virsion)
  3. Home
  4. Roppongi
  5. Stomachache
  6. 傷跡 Kizuato
  7. Asian Look Nice
  8. Monde
  9. Blue
  10. Are You Going To Crazy?
  11. Pain (Live With Shibusa-Shirazu Orchestra)